# Vincent Kipruto
Vincent Kipruto (13 september 1987) is een Keniaanse langeafstandsloper, die gespecialiseerd is in de marathon.

## Loopbaan
In 2008 maakte Kipruto zijn debuut op de klassieke afstand en finishte als derde in de marathon van Reims. Dat jaar liep hij zich flink in de kijker door de marathon van Parijs te winnen in een parcoursrecord van 2:05.47. Hiermee was hij ruim sneller dan de oude toptijd in Parijs, die sinds 2003 met 2:06.33 op naam stond van zijn landgenoot Michael Rotich.
In 2009 werd Vincent Kipruto derde in de Chicago Marathon in 2:06.08. Deze wedstrijd werd gewonnen door olympisch kampioen Samuel Wanjiru. Op 26 juli 2009 won Kipruto de Castelbuono race (11,3 km) in 34.02. In 2013 won hij de marathon van Frankfurt in 2:06.15. In 2016 won hij de marathon van Xiamen in China en de halve marathon van Barcelona.

## Persoonlijke records
| Onderdeel      | Prestatie | Datum            | Plaats    |
| -------------- | --------- | ---------------- | --------- |
| 15 km          | 43.09     | 26 februari 2012 | Ostia     |
| 20 km          | 58.39     | 11 april 2010    | Rotterdam |
| halve marathon | 1:00.39   | 31 augustus 2013 | Rijsel    |
| 25 km          | 1:13.40   | 11 oktober 2009  | Chicago   |
| 30 km          | 1:28.44   | 10 april 2011    | Rotterdam |
| marathon       | 2:05.13   | 11 april 2010    | Rotterdam |

## Palmares

### 10 km
- 2007: 5e Goudse Nationale Singelloop - 29.21
- 2011: 5e TCS World in Bangalore - 28.45

### 15 km
- 2011:  Zevenheuvelenloop - 43.15

### halve marathon
- 2009: 4e halve marathon van Egmond - 1:06.01
- 2011:  halve marathon van Eldoret - 1:03.11
- 2013:  halve marathon van Egmond - 1:01.36
- 2013:  halve marathon van Rijsel (Lille) - 1:00.39
- 2014: 4e halve marathon van Ceske Budejovice - 1:04.35
- 2015:  halve marathon van Rijsel - 1:00.19
- 2016:  halve marathon van Barcelona - 1:02.54
- 2017: 4e halve marathon van Hamburg - 1:03.13

### marathon
- 2007: 20e marathon van Kigali - 2:29.55
- 2008:  marathon van Reims - 2:08.16
- 2009:  marathon van Parijs - 2:05.47
- 2009:  Chicago Marathon - 2:06.08
- 2010:  marathon van Rotterdam - 2:05.13
- 2010: 5e Chicago Marathon - 2:09.08
- 2011:  marathon van Rotterdam - 2:05.33
- 2011:  WK in Daegu - 2:10.06
- 2012: 9e marathon van Hengshui - 2:13.20
- 2012: 13e marathon van Londen - 2:10.39
- 2013:  marathon van Otsu - 2:08.34
- 2013:  marathon van Frankfurt - 2:06.15
- 2014:  marathon van Otsu - 2:09.54
- 2014: 13e marathon van Frankfurt - 2:12.09
- 2015: 14e marathon van Parijs - 2:13.56
- 2016:  marathon van Xiamen - 2:10.18
- 2017:  marathon van Lake Biwa - 2:09.15
- 2017: 5e marathon van Berlijn - 2:06.14
- 2018: 6e marathon van Hamburg - 2:10.31